# Minejski jezik
Minejski jezik (ISO 639: inm; epigrafski južnoarapski jezik), jedan od drevnih jezika koji se na području današnjeg Jemena govorio između 100 godine prije Krista i 600 godine iza Krista.
Pripadao je afrazijskoj porodici i užoj južnoarapskoj skupini.

## Vanjske poveznice
- The Minaic Language[neaktivna poveznica]